# Саграда-Фамилия (Риу-Гранди-ду-Сул)
Саграда-Фамилия (порт. Sagrada Família) — муниципалитет в Бразилии, входит в штат Риу-Гранди-ду-Сул. Составная часть мезорегиона Северо-запад штата Риу-Гранди-ду-Сул. Входит в экономико-статистический микрорегион Каразинью. Население составляет 2509 человек на 2006 год. Занимает площадь 78,254 км². Плотность населения — 32,1 чел./км².

## История
Город основан 20 марта 1992 года.

## Статистика
- Валовой внутренний продукт на 2003 составляет 21 212 185,00 реалов (данные: Бразильский институт географии и статистики).
- Валовой внутренний продукт на душу населения на 2003 составляет 8244,15 реала (данные: Бразильский институт географии и статистики).
- Индекс развития человеческого потенциала на 2000 составляет 0,735 (данные: Программа развития ООН).